# 弗蘭克·W·蒙迪爾
弗蘭克·惠勒·蒙迪爾（英語：Frank Wheeler Mondell；1860年11月6日—1939年8月6日），是一位美國共和黨的政治人物，曾在1895年至1897年及1899年至1923年兩次擔任美國眾議院懷俄明州單一國會選區代表眾議員，同時也在1919年至1923年間擔任眾議院多數黨領袖。

## 生涯

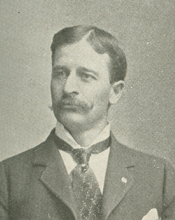
1896年的弗蘭克·蒙迪爾

蒙迪爾在密蘇里州聖路易斯出生，長大後曾從事農業、畜牧業和鐵路建設。自1887年他開始住在懷俄明州，並於1895年－1897年及1899年－1923年兩度在國會服務；他也是第六十六屆及第六十七屆國會的多數黨領袖，期間制訂了不少法律。蒙迪爾亦積極參與1902年至1924年間的共和黨全國代表大會，當中他更於1924年共和黨全國代表大會出任主席。
1939年，他在華盛頓特區過世。

## 外部連結
- 弗蘭克·W·蒙迪爾－美國國會國家人物傳記大辭典
- 互联网档案馆中弗蘭克·W·蒙迪爾的作品或与之相关的作品

| 美国众议院             | 美国众议院                                                    | 美国众议院               |
| ---------------------- | ------------------------------------------------------------- | ------------------------ |
| 前任者： 亨利·A·科芬   | 懷俄明州單一國會選區 眾議院議員 1895年－1897年 1899年－1923年 | 繼任者： 約翰·E·奧斯本   |
| 前任者： 約翰·E·奧斯本 | 懷俄明州單一國會選區 眾議院議員 1895年－1897年 1899年－1923年 | 繼任者： 查爾斯·E·溫特   |
| 官衔                   |                                                               |                          |
| 前任者： 克勞德·基欽   | 眾議院多數黨領袖 1919年－1923年                               | 繼任者： 尼古拉斯·朗沃斯 |